# Медзянський потік
Медзянський потік (словац. Medziansky potok) — річка в Словаччині, права притока Топлі, протікає в окрузі Вранов-над-Теплою.
Довжина приблизно 9.9 км. Витік знаходиться в масиві Солоні гори (Ганушовські пагорби; схил гори Три хотари) на висоті близько 510 метрів. Протікає територією сіл Павловці; Медзянки і міста Ганушовці-над-Теплою.
Впадає в Топлю на висоті приблизно 160-165 метрів.
Ліві притоки
- безіменні
- Стравний потік

Праві притоки
- безіменний
- Грабовець
- Ганушовський потік